# Wilhelm Heinrich Heintz
Wilhelm Heinrich Heintz (født 4. november 1817 i Berlin, død 1. december 1880 i Halle) var en tysk kemiker.
Heintz var først privatdocent i Berlin, blev derpå 1851 ekstraordinær og 1856 ordinær professor i kemi i Halle.
Han har offentliggjort talrige arbejder, blandt andet over Sukkersyren, Vismutforbindelser, Urinstoffets kvantitative Bestemmelse, Svovlbestemmelse i organiske Stoffer, Kvælstof bestemmelse i organiske Stoffer, over Kreatin, fremdeles over Fedtstofferne, Glykol, Glykokoll m. m.
1853 udgav han en lærebog i zookemi, og fra 1848 udgav han sammen med Giebel "Zeitschrift für die gesammten
Naturwissenschaften".